# 2-デヒドロパントラクトンレダクターゼ (B-特異的)
2-デヒドロパントラクトンレダクターゼ (B-特異的)（2-dehydropantolactone reductase (B-specific)）は、次の化学反応を触媒する酸化還元酵素である。
(R)-パントラクトン + NADP+ {\displaystyle \rightleftharpoons } 2-デヒドロパントラクトン + NADPH + H+
すなわち、この酵素の基質は(R)-パントラクトンとNADP+、生成物は2-デヒドロパントラクトンとNADPHとH+である。
組織名は(R)-pantolactone:NADP+ oxidoreductase (B-specific)で、別名に2-oxopantoyl lactone reductase, 2-ketopantoyl lactone reductase, ketopantoyl lactone reductase, 2-dehydropantoyl-lactone reductase (B-specific)がある。